# Ozero Maloe
Ozero Maloe (englische Transkription von russisch Озеро Малое Osero Maloje, deutsch ‚Kleiner See‘) ist ein See im ostantarktischen Enderbyland. Er gehört zu einer Reihe kleinerer Seen der Thala Hills nahe der russischen Molodjoschnaja-Station.
Russische Wissenschaftler nahmen seine Benennung vor.